# Templo de Oklahoma City
El Templo de Oklahoma City es uno de los templos construidos y operados por la Iglesia de Jesucristo de los Santos de los Últimos Días, el número 95 construido por la iglesia, ubicado en el pueblo de Yukon, a 20 km al oeste de la ciudad de Oklahoma City. Al templo de Oklahoma City asisten fieles provenientes de todo el estado de Oklahoma, Arkansas, Kansas y Misuri. 

## Construcción
La construcción del templo de Oklahoma City fue anunciada por las autoridades de la iglesia SUD el 14 de marzo de 1999. Tras el anuncio público, las autoridades decidieron construir su templo en un terreno que la iglesia ya poseía y donde se había construido un centro de estaca y un estadio de baseball para uso de la comunidad. La ceremonia de la primera palada tuvo lugar el 3 de julio de 1999. El templo se construyó con granito blanco extraída de una cantera en Vermont. El diseño del templo es principalmente de arquitectura moderna con un solo pináculo.

## Dedicación
El templo SUD de la ciudad de Oklahoma City fue dedicado para sus actividades eclesiásticas en tres sesiones el 30 de julio de 2000, por el apóstol mormón James E. Faust. Con anterioridad a ello, del 8 al 22 de julio de ese mismo año, la iglesia permitió un recorrido público de las instalaciones y del interior del templo al que asistieron cerca de 40.000 visitantes. Unos 28.000 miembros de la iglesia e invitados asistieron a la ceremonia de dedicación, que incluye una oración dedicatoria.
El templo de Oklahoma City tiene un total de 1000 metros cuadrados de construcción, cuenta con dos salones empleados para las ordenanzas SUD y dos salones de sellamientos matrimoniales. Cuenta además con un baptisterio. En el folclore mormón, la segunda venida de Jesucristo ocurrirá por el este, por lo que la fachada principal del templo está encarada hacia esa dirección.